# Leiostyla fuscidula
Leiostyla fuscidula is een slakkensoort uit de familie van de Lauriidae. De wetenschappelijke naam van de soort is voor het eerst geldig gepubliceerd in 1860 door Morelet.